# Hydrodessus rattanae
Hydrodessus rattanae là một loài bọ cánh cứng trong họ Bọ nước. Loài này được Makhan miêu tả khoa học năm 1994.